# Гримбергенское аббатство

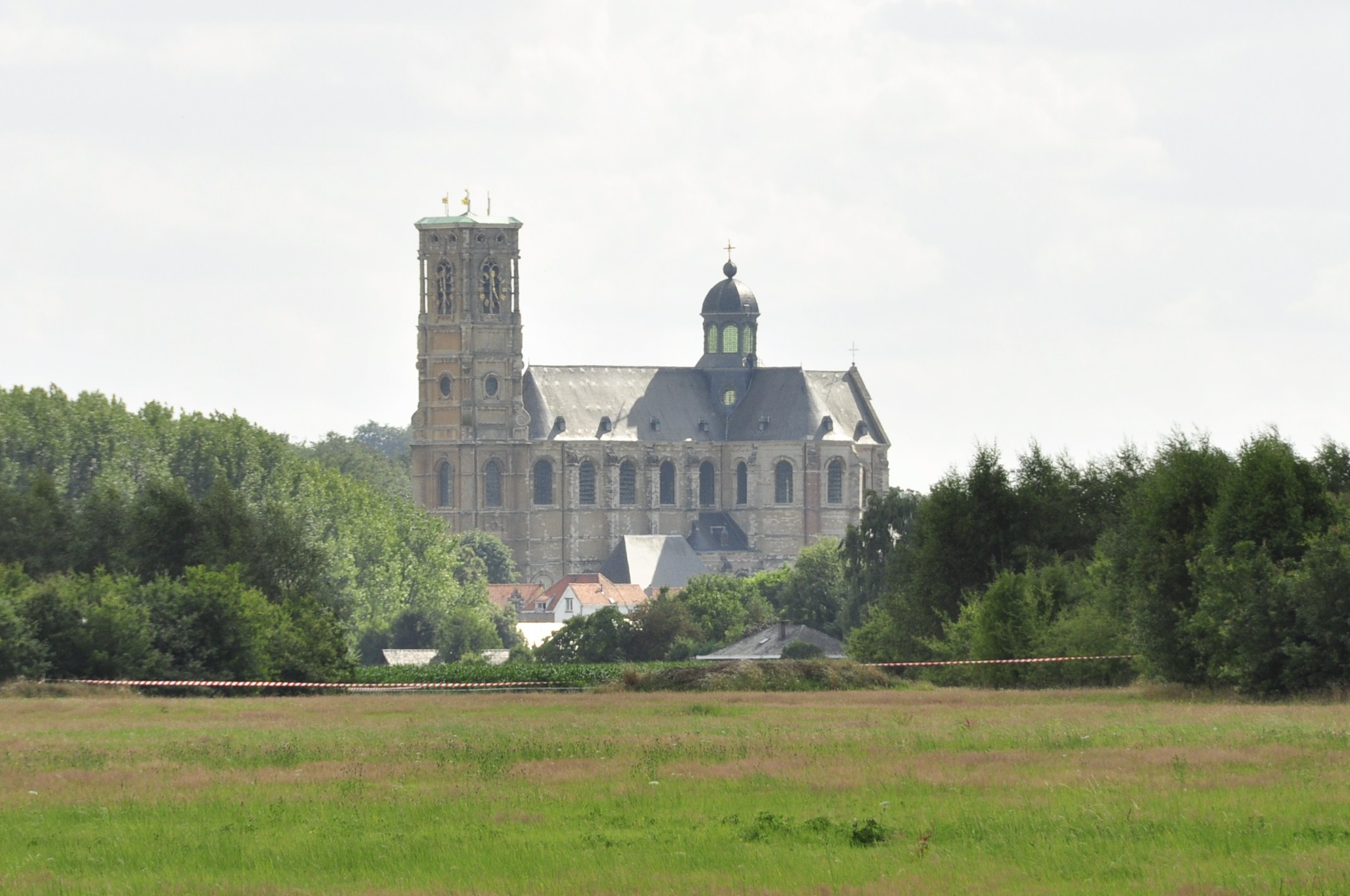
Церковь (базилика) аббатства

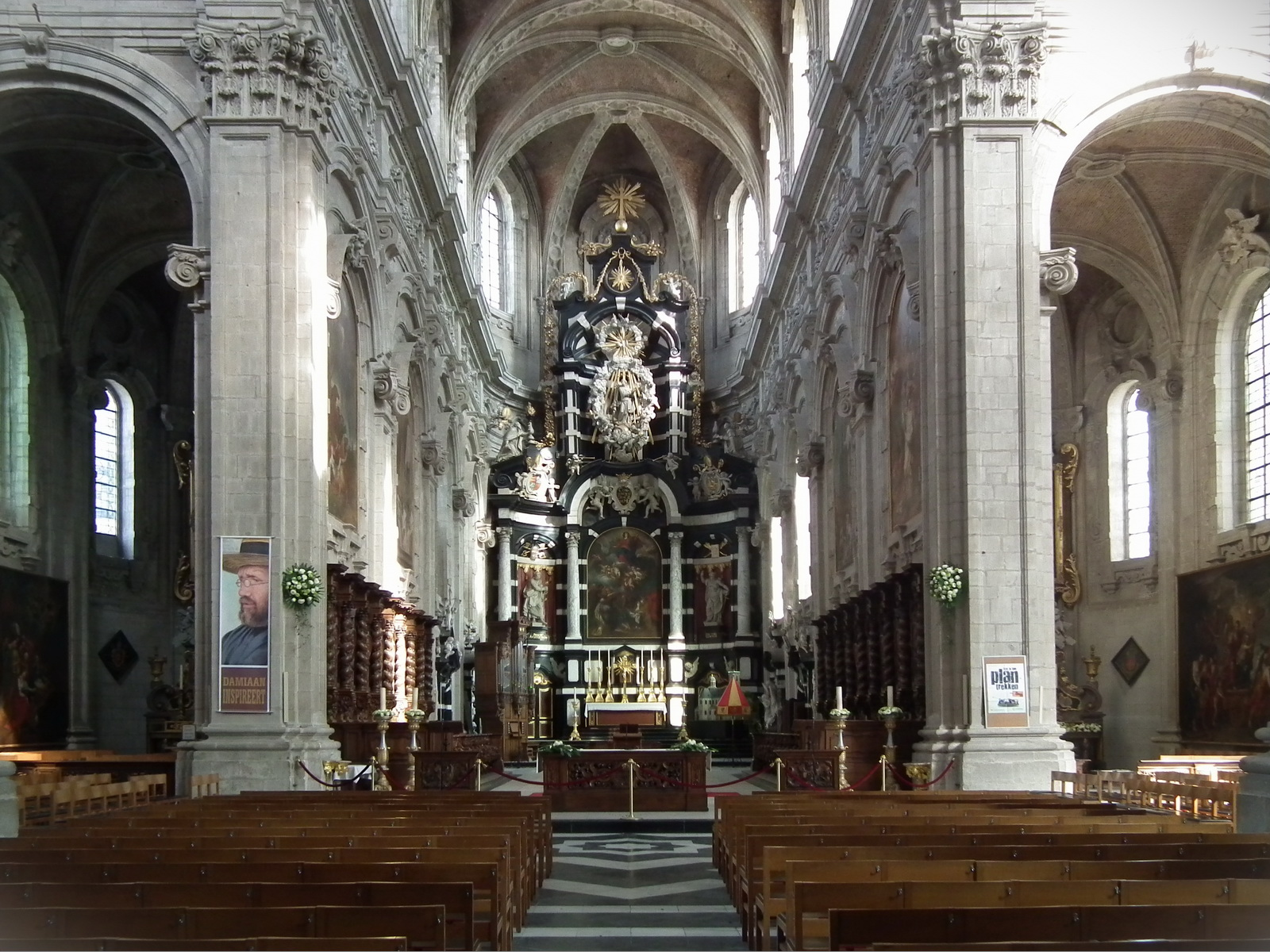
Интерьер базилики

Гримбергенское аббатство (нидерл. Abdij van Grimbergen, лат. Canonia Grimbergensis) — монастырь премонстрантов в брабантском городе Гримберген (в 5-10 км к северо-востоку от Брюсселя). Получил всемирную известность благодаря одноимённому сорту пива, которое варили монахи.
Заложено в 1128 году (всего через 8 лет после основания Норбертом Ксантенским в Пикардии ордена премонстрантов) на том месте, где прежде пытались обосноваться монахи-августинцы.
За свою историю община премонстрантов и комплекс зданий аббатства пережили несколько опустошительных вторжений. В частности, аббатство пострадало в 1556 году из-за Религиозных войн. В тяжёлые времена монахи разбредались по окрестным городам (Брюссель, Лувен, Мехелен). В период французской революции и экспансии аббатство не действовало (с 1796 по 1835 годы).
Основные исторические постройки:
- Малая базилика, которая приобрела свой нынешний облик в 1660 году. Она богато украшена деревянными скульптурами фламандских мастеров и фресками[1]. В башне базилики имеется карильон. Рассматривается как одна из наиболее соответствующих барочному стилю базилик Бенилюкса.
- Водяная мельница (Liermolen). Изначально была куплена аббатством в 1341 году. Существующее ныне здание построено в XVII веке и реконструировано в XIX веке.
- Княжеская резиденция (Prinsenkasteel). К настоящему времени сохранились только донжон и одна круглая башня, а ров замка превращен в пруд. Постройки сильно пострадали во время Второй мировой войны[2].
- Обсерватория. Основана в 1967 году в здании, где раньше располагалась аббатская ферма.

Современных туристов в монастырь влечёт не благочестие, а первый в мире музей аббатского пивоварения. Там экскурсанты могут ознакомиться с многовековой историей гримбергенского пивоварения. Музей разделен на выставочный зал с аутентичными экспонатами, конференц-зал и зал для дегустаций.
Аббатство остаётся действующим, литургии в нем проходят во все дни недели.